# Nasser Djiga
Yacouba Nasser Djiga (Bobo-Dioulasso, 15 novembre 2002) è un calciatore burkinabè, difensore dei Rangers, in prestito dal Wolverhampton e della nazionale burkinabè.

## Carriera

### Club
Cresciuto nel Vitesse FC, squadra della sua città natale, il 19 giugno 2021 viene acquistato dal Basilea, con cui firma un quadriennale. Esordisce con gli svizzeri il 29 luglio seguente, nella partita di Conference League vinta per 0-2 contro il Partizani Tirana, in cui riporta anche un infortunio alla caviglia sinistra. Il 28 agosto 2022 si trasferisce a titolo temporaneo al Nîmes, club militante in Ligue 2, con cui non riesce a evitare la retrocessione in terza serie. Il
4 settembre 2023 passa, sempre in prestito, alla Stella Rossa.

### Nazionale
Dopo aver giocato in Under-20 nel 2021 ha esordito in nazionale maggiore; nel 2023 è stato convocato per la Coppa d'Africa.

## Statistiche

### Presenze e reti nei club
Statistiche aggiornate al 16 agosto 2025.
| Stagione            | Squadra             | Campionato          | Campionato | Campionato | Coppe nazionali | Coppe nazionali | Coppe nazionali | Coppe continentali | Coppe continentali | Coppe continentali | Altre coppe | Altre coppe | Altre coppe | Totale | Totale | Totale |
| Stagione            | Squadra             | Comp                | Pres       | Reti       | Comp            | Pres            | Reti            | Comp               | Pres               | Reti               | Comp        | Pres        | Reti        | Pres   | Reti   |        |
| ------------------- | ------------------- | ------------------- | ---------- | ---------- | --------------- | --------------- | --------------- | ------------------ | ------------------ | ------------------ | ----------- | ----------- | ----------- | ------ | ------ | ------ |
| 2021-2022           | Basilea             | SL                  | 6          | 0          | CS              | 2               | 0               | UECL               | 3                  | 0                  | -           | -           | -           | 11     | 0      |        |
| lug.-ago. 2022      | Basilea             | SL                  | 1          | 0          | CS              | 1               | 0               | UECL               | 2                  | 0                  | -           | -           | -           | 4      | 0      |        |
| ago. 2022-2023      | Nîmes               | L2                  | 21         | 0          | CF              | 0               | 0               | -                  | -                  | -                  | -           | -           | -           | 21     | 0      |        |
| lug.-sett. 2023     | Basilea             | SL                  | 4          | 0          | CS              | 1               | 1               | UECL               | 2                  | 0                  | -           | -           | -           | 7      | 1      |        |
| Totale Basilea      | Totale Basilea      | Totale Basilea      | 11         | 0          |                 | 4               | 1               |                    | 7                  | 0                  |             | -           | -           | 22     | 1      |        |
| sett. 2023-2024     | Stella Rossa        | SL                  | 18+4       | 0+1        | KS              | 1               | 0               | UCL                | 6                  | 0                  | -           | -           | -           | 29     | 1      |        |
| 2024-feb. 2025      | Stella Rossa        | SL                  | 17         | 2          | KS              | 0               | 0               | UCL                | 10                 | 1                  | -           | -           | -           | 27     | 3      |        |
| Totale Stella Rossa | Totale Stella Rossa | Totale Stella Rossa | 35+4       | 2+1        |                 | 1               | 0               |                    | 16                 | 1                  |             | -           | -           | 56     | 4      |        |
| feb.-giu. 2025      | Wolverhampton       | PL                  | 5          | 0          | FACup           | 1               | 0               | -                  | -                  | -                  | -           | -           | -           | 6      | 0      |        |
| 2025-2026           | Rangers             | SP                  | 2          | 0          | CS+CdL          | 0+1             | 0               | UCL                | 4                  | 0                  | -           | -           | -           | 7      | 0      |        |
| Totale carriera     | Totale carriera     | Totale carriera     | 78         | 3          |                 | 7               | 1               |                    | 27                 | 1                  |             | -           | -           | 112    | 5      |        |

### Cronologia presenze e reti in nazionale
| Cronologia completa delle presenze e delle reti in nazionale ― Burkina Faso | Cronologia completa delle presenze e delle reti in nazionale ― Burkina Faso | Cronologia completa delle presenze e delle reti in nazionale ― Burkina Faso | Cronologia completa delle presenze e delle reti in nazionale ― Burkina Faso | Cronologia completa delle presenze e delle reti in nazionale ― Burkina Faso | Cronologia completa delle presenze e delle reti in nazionale ― Burkina Faso | Cronologia completa delle presenze e delle reti in nazionale ― Burkina Faso | Cronologia completa delle presenze e delle reti in nazionale ― Burkina Faso |
| Data                                                                        | Città                                                                       | In casa                                                                     | Risultato                                                                   | Ospiti                                                                      | Competizione                                                                | Reti                                                                        | Note                                                                        |
| --------------------------------------------------------------------------- | --------------------------------------------------------------------------- | --------------------------------------------------------------------------- | --------------------------------------------------------------------------- | --------------------------------------------------------------------------- | --------------------------------------------------------------------------- | --------------------------------------------------------------------------- | --------------------------------------------------------------------------- |
| 24-3-2022                                                                   | Pristina                                                                    | Kosovo                                                                      | 5 – 0                                                                       | Burkina Faso                                                                | Amichevole                                                                  | -                                                                           | 85’                                                                         |
| 29-3-2022                                                                   | Anderlecht                                                                  | Belgio                                                                      | 3 – 0                                                                       | Burkina Faso                                                                | Amichevole                                                                  | -                                                                           | 88’                                                                         |
| 5-1-2024                                                                    | Kish                                                                        | Iran                                                                        | 2 – 1                                                                       | Burkina Faso                                                                | Amichevole                                                                  | -                                                                           | 85’                                                                         |
| 20-1-2024                                                                   | Bouaké                                                                      | Algeria                                                                     | 2 – 2                                                                       | Burkina Faso                                                                | Coppa d'Africa 2023 - 1º turno                                              | -                                                                           | 84’ 90+2’                                                                   |
| 26-3-2024                                                                   | Berrechid                                                                   | Niger                                                                       | 1 – 1                                                                       | Burkina Faso                                                                | Amichevole                                                                  | 1                                                                           |                                                                             |
| 6-6-2024                                                                    | Il Cairo                                                                    | Egitto                                                                      | 2 – 1                                                                       | Burkina Faso                                                                | Qual. Mondiali 2026                                                         | -                                                                           |                                                                             |
| 6-9-2024                                                                    | Diamniadio                                                                  | Senegal                                                                     | 1 – 1                                                                       | Burkina Faso                                                                | Qual. Coppa d'Africa 2025                                                   | -                                                                           |                                                                             |
| 10-9-2024                                                                   | Bamako                                                                      | Burkina Faso                                                                | 3 – 1                                                                       | Malawi                                                                      | Qual. Coppa d'Africa 2025                                                   | -                                                                           |                                                                             |
| 18-11-2024                                                                  | Lilongwe                                                                    | Malawi                                                                      | 3 – 0                                                                       | Burkina Faso                                                                | Qual. Coppa d'Africa 2025                                                   | -                                                                           |                                                                             |
| 21-3-2025                                                                   | El Jadida                                                                   | Burkina Faso                                                                | 4 – 1                                                                       | Gibuti                                                                      | Qual. Mondiali 2026                                                         | -                                                                           | 78’                                                                         |
| 24-3-2025                                                                   | Bissau                                                                      | Guinea-Bissau                                                               | 1 – 2                                                                       | Burkina Faso                                                                | Qual. Mondiali 2026                                                         | -                                                                           |                                                                             |
| Totale                                                                      |                                                                             | Presenze                                                                    | 11                                                                          |                                                                             | Reti                                                                        | 1                                                                           |                                                                             |

## Palmarès

### Club

#### Competizioni nazionali
- Campionato serbo: 1

Stella Rossa: 2023-2024
- Coppa di Serbia: 1

Stella Rossa: 2023-2024